# Statut von Vrbnik

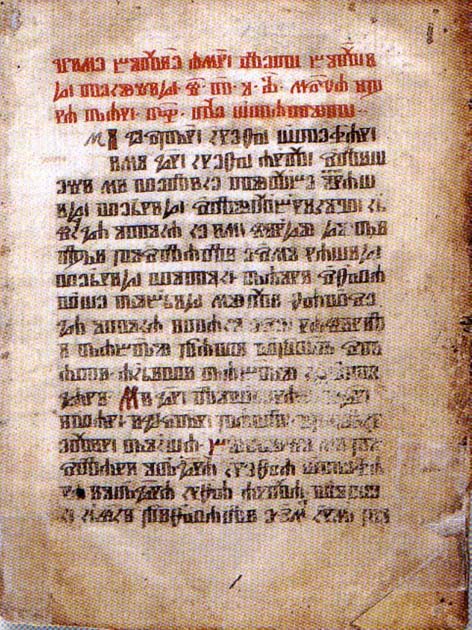
Statut von Vrbnik 1526

Statut von Vrbnik (kroatisch Vrbnički statut) ist die Bezeichnung für Rechtskodizes für die Stadt Vrbnik auf der Insel Krk in Dalmatien seit 1362. Ein weiteres Statut wurde 1388 erlassen, das letzte 1599.
Von dem Statut von 1388 ist eine Abschrift von 1526 von Grgur Žašković in glagolitischer Schrift erhalten. Diese umfasst 36 Pergamentblätter im Format 16 × 11,5 cm und befindet sich heute in der National- und Universitätsbibliothek in Zagreb.